# 泉水诞神女修道院

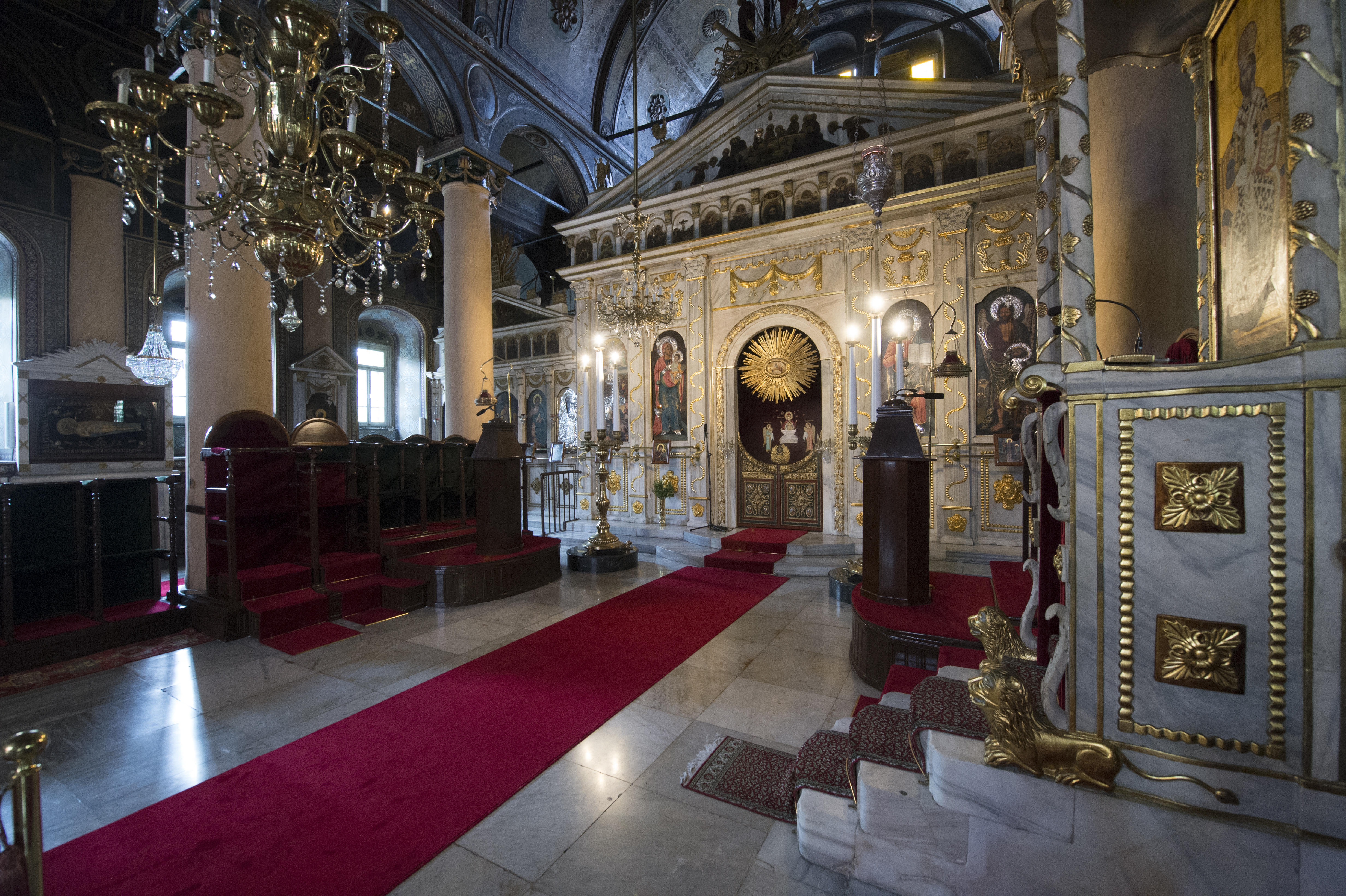
修道院教堂内部

泉水诞神女修道院（希臘語：Μονὴ τῆς Θεοτòκου τῆς Πηγῆς）是土耳其伊斯坦布尔的一处正教会圣地。目前的修道院教堂建于1835年，与公元5世纪末至6世纪初在同一地点建立的圣殿有着同样的奉献。在重修数次后，旧建筑在15世纪上半叶遭奥斯曼土耳其人摧毁。修道院的名字来源于附近的一处圣泉水，泉水据称有治愈的功效，其本身的名称是巴鲁克利的生命之泉（希臘語：Ζωοδόχος Πηγή του Μπαλουκλή）。一千五百年以来，它一直是希腊正教最重要的朝圣地之一。

## 历史
根据拜占庭历史学家普罗科匹厄斯和凯德利诺斯，最初的教堂是由东罗马皇帝查士丁尼一世于一处圣井的泉水旁建立的。建立时间是查士丁尼治世的最后一年（559-560）。教堂位于当时狄奥多西二世城墙外侧，即当今的泉水门附近。据传，查士丁尼皇帝在狩猎时看见了一座被许多妇女围绕着的小圣堂，当他询问那些妇女这一建筑的意义时，她们告诉查士丁尼“这是奇迹的源泉”。查士丁尼遂下令用修建圣索菲亚大教堂剩余的材料修建了该教堂。
而根据后世的传说，是利奥一世建立了这一圣所。其原因是利奥尚是一名士兵时发生的奇迹。有一次，利奥正要进君士坦丁堡城时，他遇见了一位盲人向他索要水喝。这时，利奥听见了一来自女性的声音，告诉他去附近的池子取水并用以湿润那盲人的眼睛。女声同时告诉利奥，她希望这水源受到敬拜，且利奥会在未来受到加冕。利奥立刻按女声的要求做了，盲人旋即恢复了视力。登基后，利奥皇帝遂在泉水旁建立了一座宏伟的教堂。这一传说或许来自该修道院僧侣的附会。可能的情况是，在查士丁尼一世之前就有小型的圣所设在此地了。
多个世纪以来，泉水修道院屡经重修。其中最重大的一次是在伊琳娜女皇治世期间，由790年的地震导致的。巴西尔一世治世期间的869年大地震也对修道院造成了毁伤。924年9月7日，修道院遭保加利亚沙皇西美昂一世焚毁，旋即又由罗曼努斯一世皇帝重建。三年后，西美昂之子彼得与罗曼努斯之侄女玛利亚成婚。
由于该修道院地理位置处于君士坦丁堡城外，修道院曾经被用作流放之所。1078年，乔治斯·莫诺马霍斯被流放至此。1084年，阿莱克修斯一世将具有新柏拉图主义思想的哲学家约翰尼斯·伊塔洛斯拘禁于此。
第四次十字军东征后，修道院由拉丁礼神职人员使用。根据拜占庭帝国的史料，这一变更导致了泉水奇迹的中止。
1328年，安德洛尼卡三世以该修道院为阵地进攻君士坦丁堡。据传说在两年后，当他在季季莫蒂霍垂死时，喝了修道院泉水的安德洛尼卡立即痊愈了。
1422年君士坦丁堡之围期间，穆拉德二世曾在修道院的地址处扎营。至于修道院是否在1453年君士坦丁堡陷落前被重建则不得而知。15世纪的俄罗斯朝圣者没有提到教堂，只提到了泉水。
根据16世纪法国学者皮埃尔·吉尔的记载，1547年时教堂建筑并不存在，但患病者则继续前往泉水处以期获得治愈。
1727年，德尔科斯都主教尼科迪默斯在圣井上修建了一座小圣堂。在旧教堂基础中被发现的圣像被供奉在小圣堂内。亚美尼亚人曾试图夺取圣泉的所有权，但奥斯曼帝国的数道敕令确保了希腊族裔对泉水的持有。圣堂由土耳其守卫看守，他们对朝圣者收取一种税，用以维护监狱。之后，圣堂又转到了君士坦丁堡普世牧首区的管辖之下。1821年，奥斯曼禁卫军摧毁了该建筑。1833年，普世牧首君士坦提乌斯一世获得敕令，得以重建教堂，1835年，教堂重新开放。
在1955年9月6日的伊斯坦布尔大屠杀期间，泉水诞神女修道院遭到由土耳其政府支持的狂热穆斯林群众的攻击。在攻势中，安放在教堂外的众普世牧首棺椁被打开，牧首们的遗体遭到亵渎。此外，教堂和修道院被彻底烧毁。此后，该事件造成的损毁都被修复了。